# Eucera brevitarsis
Eucera brevitarsis är en biart som beskrevs av Jean-Paul Risch 1997. Eucera brevitarsis ingår i släktet långhornsbin, och familjen långtungebin. Inga underarter finns listade i Catalogue of Life.